# Lissonota granulata
Lissonota granulata là một loài tò vò trong họ Ichneumonidae.